# Ryu Hwa-young
Đây là một tên người Triều Tiên, họ là Ryu.
Ryu Hwa-young (sinh ngày 22 tháng 4 năm 1993) là một nữ ca sĩ, rapper, diễn viên kiêm người mẫu người Hàn Quốc, cựu thành viên nhóm nhạc T-ara. Cô có một chị gái sinh đôi là ca sĩ, diễn viên Ryu Hyo-young.

## Tiểu sử
Hwayoung sinh ra tại Gwangju, Hàn Quốc. Cô có chị gái song sinh là Ryu Hyoyoung, cựu thành viên nhóm nhạc Coed School và nhóm nhỏ 5dolls. Năm 2010, chị gái cô, Hyoyoung đã giành giải nhất tại cuộc thi sắc đẹp toàn quốc "Miss Chunhyang".

## Sự nghiệp

### 2010-2012: T-ara
Hwayoung đã được thêm vào T-ara trong tháng 7 năm 2010, là thành viên thứ 7 của nhóm. Ngày 16 tháng 7 năm 2010, sau khi cô và chị gái của cô xuất hiện trên SBS và Star King, cả hai người được tuyển dụng vào Core Contents Media và ra mắt trong T-ara và Coed School. Hwayoung đã bắt đầu hoạt động cùng nhóm trong phần ba của Hello Baby và quảng bá mini-album đầu tiên của họ trong đội hình 7 người Temptastic.
Cô cũng tham gia cùng T-ara và Davichi trong ca khúc "We Were In Love" (우리 사랑했잖아) trong tháng 12 năm 2011. Cô cũng tham gia sáng tác phần rap cho ca khúc 사랑은 다 그런거래요 (Love is All the Same) cho đồng nghiệp của mình là Yangpa.

### Tách nhóm
Ngày 28 tháng 7 năm 2012, một số thành viên của T-ara đã đăng các dòng trạng thái lên Twitter được cho là rất yêu quý Hwayoung nhưng cô lại nghĩ là T-ara chỉ trích cô. Và vụ bạo lực đã xảy ra.
Đến ngày 30 tháng 7, Core Contents Media đã chính thức thông báo cắt đứt hợp đồng với Hwayoung. Cô không còn là thành viên của T-ara cũng như Core Contents Media. Giám đốc Kim Kwang-soo tuyên bố công ty chấm dứt hợp đồng với Hwayoung chiều theo ý kiến phàn nàn của 19 người trong đội ngũ những người liên quan với T-ara. Và đồng thời cũng tuyên bố rằng vấn đề bắt nạt không phải là nguyên nhân dẫn đến vụ việc này.
Sau đó tin đồn Hwayoung bị bắt nạt bởi các thành viên khác của T-ara nổi lên khắp các trang web và các phương tiện truyền thông ở Hàn Quốc. Các thành viên đã chịu một cú sốc lớn từ trang web fan hâm mộ khi họ thay đổi tiêu đề trang thành "HwaYoung Advocates" sau khi nghe thông báo từ CCM.
Core Contents Media ban đầu tuyên bố tài khoản Twitter của các thành viên đã bị tấn công. Sau đó, họ đã tổ chức một cuộc họp báo nói rằng các cô gái không nhạo báng Hwayoung qua các dòng tweet mà họ đăng. Trên một cuộc phỏng vấn với Ilgan Sports, Giám đốc điều hành Kim Kwang-soo của CCM nói rằng: "Để không làm tăng lên những tranh cãi, tôi hy vọng Hwayoung sẽ giữ im lặng". Kim Kwang-soo nói rằng ông có thể thay đổi quyết định sa thải Hwayoung nếu cô ấy nhận trách nhiệm và xin lỗi vì những gì cô đã làm.
Sau đó, CCM đưa ra lời giải thích cho quyết định này của họ: "Ngày 27 tháng 7, T-ara đang chuẩn bị lên sân khấu trong buổi phát sóng trực tiếp trên KBS Music Bank. Chỉ còn hai nhóm nữa là đến lượt họ, Hwayoung đột nhiên quyết định cô không muốn biểu diễn trên sân khấu ngày hôm đó. Trên đường về nhà, Hwayoung trước mặt người hâm mộ và các phóng viên đã ném nạng xuống đất, ngồi trên sàn nhà, đe dọa và quát mắng các quản lý."
Tuy nhiên, một nhân viên của Music Bank đã trả lời "Vụ việc này có chút khác biệt so với những gì CEO Kim Kwang Soo đã tuyên bố. Đúng là Hwayoung đã nổi cáu và ném nạng, nhưng cô ấy đã khóc lúc đó. Có những ca sĩ khác đã chứng kiến cô ấy không được phép vào phòng chờ và khóc ở hành lang của đài truyền hình." Đáp lại tuyên bố CCM, Hwayoung đã đăng lên twitter: "...Những sự việc không có bất kì sự thật nào".
Ngày 31 tháng 7 năm 2012, Hwayoung đã đăng lời xin lỗi của mình và nói các fan hãy dừng lại. Tuy nhiên các cư dân mạng cho rằng có một thông điệp bí mật được tìm thấy trong tweet này: "팬만 안다" (Chỉ có người hâm mộ biết). Trước khi tweet này đã được đăng, Hwayoung nói rằng được gặp T-ara là điều hạnh phúc đối với cô và từ đấy cô có thể xây dựng Core Contents Media cùng với chị gái mình. Công ty quản lý tiết lộ rằng cô đã đích thân xin lỗi giám đốc điều hành, tuy nhiên cư dân mạng cho rằng Core Contents Media đã buộc Hwayoung viết các dòng tweet đó.
Ngày 12 tháng 8 năm 2012, thành viên Soyeon của T-ara trong cuộc phỏng vấn lần đầu tiên sau sự việc đã nói rằng không có chuyện bắt nạt, tuy nhiên giữa họ cũng có xung đột sau buổi hòa nhạc ở Budokan, các thành viên đã báo cho công ty để giải quyết sự việc. Tuy nhiên không ngờ rằng giám đốc điều hành đã quyết định sa thải Hwayoung, là cú sốc các thành viên khác, họ không ngờ sự việc bị giải quyết bằng cách này.
Ngày 6 tháng 9 năm 2012, Hwayoung thông qua twitter, đã tiết lộ một đoạn rap mới dài 51 giây, nói về công việc và cuộc sống mới của mình. Cô cũng tuyên bố cô muốn các fan chờ đợi sự trở lại của mình trong âm nhạc và trở lại với một hình ảnh trưởng thành hơn.

### 2012–2013: Hoạt động cá nhân
Ngày 15 tháng 12 năm 2013, Hwayoung đã ký hợp đồng với Wellmade Star M, công ty của Lee Jong-suk và Oh Yeon-seo, chuẩn bị cho sự nghiệp diễn viên. Vào ngày 31 tháng 12, Hwa Young đã xuất hiện tại "2014 Miller Countdown Party" với tư cách là một DJ, cùng với DJ Koo, Park Myung-soo và TATA, trở thành nữ DJ trẻ tuổi nhất tham gia sự kiện này.

### 2014: Sự nghiệp diễn viên
Ngày 2 tháng 1 năm 2014, Hwayoung ghi hình bên ngoài Trung tâm Triển lãm Quốc tế Hàn Quốc ở Goyang, tiết lộ rằng cô tham gia vai chính trong MV ca nhạc mới của nam ca sĩ Zia có tựa đề "Bạn đã bao giờ từng khóc" (tiếng Hàn: 울어본 적 있나요) được ra mắt ngày 13 tháng 1.
Hwayoung debut với tư cách là một nữ diễn viên trong bộ phim truyền hình hai tập đặc biệt Mother’s Choice.

### 2015: Thành công với nhiều vai diễn
Sau khi hoàn thành drama ngắn Mother’s Choice, Hwayoung quyết định trở lại màn ảnh nhỏ trong vai diễn Han Ok trên phim Ok Family. Phim xoay quanh câu chuyện về một gia đình bị nghi ngờ ăn cắp những cổ vật thời kỳ Joseon từ Viện bảo tàng Jeonju. Bộ phim còn lồng vào cốt truyện những nét văn hóa truyền thống của Hàn Quốc như changgeuk (kiểu hát truyền thống của người Hàn) với việc đưa các đoạn pansori (âm nhạc dân gian Hàn Quốc) vào trong đó. 
Nữ diễn viên cho biết: "Tôi thấy rất căng thẳng, hồi hộp nhưng cũng thấy phấn chấn khi đợi chờ dự án này. Đây là phim sitcom đầu tiên của tôi và tôi phải cố gắng thể hiện thật đạt. Trước đó, tôi đã dành nhiều thời gian để nghiên cứu về kịch bản phim, về nhân vật mình thể hiện. Mặc dù còn nhiều thiếu sót nhưng tôi mong mọi người thông cảm hơn và ủng hộ bộ phim. Thông qua câu chuyện lịch sử và gia đình trong Ok Family, tôi hy vọng phim sẽ mang lại đến tiếng cười sảng khoái và thoải mái cho khán giả".
Thừa thắng xông lên, Hwayoung nhập hội "bạn gái cũ" trong Ex-Girlfriend Club vào vai một trong những người tình của nam chính. Nhân vật Lala sở hữu gương mặt đáng yêu cùng thân hình quyến rũ không chỉ khiến trái tim Bang Myung Soo (Byun Yo Han) xao xuyến mà khán giả cũng không khỏi động lòng 

### 2016: Trở lại
Vào khoảng đâu năm 2016,Lần này, Hwayoung vào vai ngôi sao hàng đầu Wang Joo Yeon trong bộ phim Comeback Mister. Cô chia sẻ:"Tôi rất biết ơn khi được làm việc với những tiền bối là những diễn viên kỳ cựu. Tôi đã chuẩn bị rất kỹ lưỡng cho vai diễn nên xin hãy đón xem nhé. Tôi hy vọng sẽ có khoảng thời gian ghi hình vui vẻ dưới tư cách là một tân binh chăm chỉ." Tham gia bộ phim này, Hwayoung sẽ có cơ hội được làm việc cùng các mỹ nam, mỹ nữ như Bi Rain, nữ diễn viên Lee Min Jung, Oh Yeon Seo, Honey Lee, Kim Soo Ro, Yoon Park, Lee Tae Hwan, Ra Mi Ran…
Sau scandal 2012, không ít người hâm mộ thắc mắc Hwa Young giờ ở đâu và đang làm gì trong khi T-ara vẫn tích cực hoạt động và cho ra nhiều sản phẩm mới. Có một số lời đồn thổi cho rằng Hwa Young sẽ không bao giờ trở lại showbiz nữa nhưng trong buổi họp báo ra mắt phim Age Of Youth của đài jTBC, không ít người đã ngạc nhiên khi thấy cái tên Hwa Young xuất hiện trên Teaser giới thiệu phim. Trở về một cách vô cùng lặng lẽ, cô thừa nhận "Thật ra tôi muốn bắt đầu lại sự nghiệp của mình như một diễn viên mới mà thôi, tôi là diễn viên Hwa Young, chứ không còn là Rapper như các bạn từng biết nữa". Lời phát biểu đã khiến không ít fan có mặt ở buổi ra mắt hôm đó cảm thấy đồng cảm hơn với 
Khán giả đã hoàn toàn đồng cảm được với nhân vật Yi Na mà cô đảm nhận dù Yi Na có nhiều góc khuất "không được tốt đẹp" – một quá khứ chịu nhiều tổn thương và hiện tại luôn bị dày vò bởi điều đó. Nhưng cách Hwa Young thể hiện nhân vật Yi Na đã cho khán giả một cái nhìn thiện cảm, đó là khi cô vẫn luôn lạc quan, vẫn luôn vui cười và hết lòng quan tâm giúp đỡ những người bạn cùng nhà của mình dù bản thân cũng luôn dính vào những rắc rối không đáng có.

### 2017: Thành công ngoài mong đợi
Khoảng đầu năm 2017, Hwayoung đã xác nhận tham gia bộ phim "Father Is Strange", vào vai cô con gái út của gia đình 
Traces of the Hand 2017 (tạm dịch: Dấu Vết Bàn Tay) là webdrama được chuyển thể từ truyện tranh phát hành trực tuyến cùng tên. Đây sẽ là một series gồm 3 phần với sự tham gia của cựu thành viên nhóm T-ARA Ryu Hwa Young. Tên gọi của phần thứ nhất cũng là Traces of the Hand, trong khi phần thứ hai sẽ là Girl’s War (tạm dịch: Cuộc Chiến Con Gái), kể về buổi thử giọng cho một nhóm nhạc nữ. Phần cuối cùng Fortuneteller’s Secret Recipe (tạm dịch: Bí Kíp Bà Bói) là câu chuyện kể về một cô gái trẻ có năng lực nhìn thấy trước tương lai.
Theo thông báo chính thức từ JTBC, "Age of Youth" phần 2 sẽ được phát sóng vào cuối năm 2017. Bộ phim kể về câu chuyện của năm sinh viên đại học, những con người trẻ tuổi cùng nhau trải nghiệm cuộc sống thông qua tất cả những thăng trầm và vui buồn. Dàn diễn viên chính của "Age of Youth" phần 1 bao gồm Han Ye Ri trong vai Yoon Jin Myung, Han Seung Yeon (cựu thành viên KARA) trong vai Jung Ye Eun, Park Eun Bin trong vai Song Ji Won, Park Hye Soo trong vai Yoo Eun Jae, và Ryu Hwayoung trong vai Kang Yi Na.
Trong phim Mad dog, Ryu Hwa Young vào vai một cựu vận động viên thể dục dụng cụ về làm việc cho đội điều tra. Ở tập đầu, cô đóng giả một cô đào sexy dùng mỹ nhân kế trước một bác sĩ nam. Nhờ có chi tiết nóng bỏng này, bộ phim "Chó điên" đã thu hút lượng lớn khán giả ngay trong tập đầu tiên.

## Tranh cãi

### Vụ bê bối trục trặc tủ quần áo
Một sự cố về tủ quần áo đã xảy ra trong tập Inkigayo ngày 29 tháng 1 năm 2012, trong đó Ryu vô tình để lộ nhũ hoa trong màn nhảy solo. Bản tóm tắt đã thực hiện trực tuyến thông qua các cổng truyền thông Hàn Quốc và các dịch vụ SNS. JoongAng Ilbo nói rằng chương trình đang phát sóng trực tiếp khi sự cố xảy ra. Core Contents Media đã đưa ra một tuyên bố chính thức về đoạn clip nói: “Sân khấu của T-ara được thực hiện hoàn toàn trực tiếp, và đó là một tai nạn phát sóng trực tiếp. Không có bất kỳ vấn đề nào trong buổi diễn tập của họ [. . . ]. Trước thực tế rằng cô ấy là một người nổi tiếng, cô ấy vẫn còn ở tuổi vị thành niên, vì vậy chúng tôi hy vọng rằng mọi người sẽ nhớ rằng cô ấy là một cô gái trẻ ”.  SBS đã đưa ra một tuyên bố xin lỗi.

### Các vấn đề về bắt nạt và pháp lý
Vào ngày 28 tháng 7 năm 2012, một số thành viên của T-ara đã đăng những dòng tweet được cho là có ý chế giễu Ryu. Một thông báo chính thức liên quan đến những dòng tweet này và "thông báo lớn về T-ara" đã được đưa ra vào ngày 30 tháng 7, trong đó tiết lộ Ryu sẽ không còn là thành viên của nhóm. Sau thông báo chấm dứt hợp đồng đột ngột của cô với Core Contents Media, tin đồn về việc cô bị các thành viên khác của T-ara bắt nạt nghiêm trọng đã xuất hiện trên khắp các trang web và các phương tiện truyền thông, khiến dư luận quan tâm và tranh cãi gay gắt. Một số thành viên của công chúng tin rằng Ryu đã bị các thành viên khác của T-ara và công ty chủ quản của cô ấy ngược đãi, và sự phản đối kịch liệt của cộng đồng người hâm mộ của T-ara đã dẫn đến việc đóng cửa lịch trình cũng như đình chỉ các thành viên ' hoạt động, dẫn đến một cú sốc lớn đánh vào sự nổi tiếng của nhóm.
Vào năm 2017, một cựu thành viên T-ara đã tuyên bố rằng Ryu và chị gái của cô ấy Ryu Hyo-young là những kẻ bắt nạt thực sự trong vụ bê bối xảy ra với T-ara vào năm 2012. Ngay sau đó, nhiều nhân viên đã tố Ryu thiếu tôn trọng các thành viên khác cũng như nhà tạo mẫu, và cho rằng Ryu đã giả mạo mức độ nghiêm trọng của chấn thương để nhận được nhiều sự thông cảm. Ryu ban đầu phủ nhận những tin đồn, nhưng sau đó thừa nhận một số trong đó là sự thật. Sau phản ứng dữ dội, bao gồm hàng loạt thông điệp tiêu cực trên mạng xã hội của cô ấy và việc cô ấy bị giảm đất diễn trong Hello, My Twenties! 2  thành chỉ còn một diễn viên cameo, Ryu đã phải xóa tài khoản Instagram của mình.

## Phim

### Phim
| Năm  | Phim          | Vai diễn |
| ---- | ------------- | -------- |
| 2015 | Love Forecast | Hee-jin  |

### Phim truyền hình
| Năm  | Phim                                  | Vai diễn                             | Nhà Đài       |
| ---- | ------------------------------------- | ------------------------------------ | ------------- |
| 2014 | Mother’s Choice                       | Seo Hyun-ah                          | SBS           |
| 2015 | Ok's Family                           | Han Ok                               | KBS           |
| 2015 | Hội bạn gái cũ                        | Rara (Goo Geun-hyung)                | tvN           |
| 2016 | Please Come Back, Mister              | Wang Joo-yeon                        | SBS           |
| 2016 | Descendants of the Sun                | Seo Dae-young's ex-girlfriend (ep.4) | KBS           |
| 2016 | Age of Youth                          | Kang Yi-na                           | JTBC          |
| 2016 | Drama Special – Disqualified Laughter | Shin Na-ra                           | KBS2          |
| 2017 | Father is Strange                     | Byun Ra-young                        | KBS2          |
| 2017 | Traces of Hand                        | Jung Min-young                       | Naver TV Cast |
| 2017 | Age of Youth 2                        | Kang Yi-na (cameo)                   | JTBC          |
| 2017 | Mad Dog                               | Jang Ha-ri                           | KBS2          |